# I-2 (tàu ngầm Nhật)
I-2 là một tàu ngầm tuần dương lớp Junsen 1 (巡潜一型) bao gồm bốn chiếc có trọng lượng choán nước lên đến 2.135 tấn, được Hải quân Đế quốc Nhật Bản chế tạo trong giai đoạn sau Chiến tranh Thế giới thứ nhất. Nhập biên chế vào năm 1926, nó đã phục vụ trong cuộc Chiến tranh Trung-Nhật và Chiến tranh Thế giới thứ hai. Con tàu đã hỗ trợ cho cuộc tấn công Trân Châu Cảng, càn quét tàu bè tại Ấn Độ Dương, và tham gia các chiến dịch quần đảo Aleut, Guadalcanal, New Guinea và Chiến dịch Ke. I-2 bị tàu khu trục Hoa Kỳ USS Saufley đánh chìm trong biển Bismarck vào ngày 7 tháng 4, 1944.

## Thiết kế và chế tạo

### Thiết kế
Junsen 1 (J1) là một lớp tàu ngầm tuần dương vốn được thiết kế chịu ảnh hưởng bởi chiếc SM U-142 thời Thế Chiến I của Đế quốc Đức. Chúng có trọng lượng choán nước 2.169 tấn (2.135 tấn Anh) khi nổi và 2.836 tấn (2.791 tấn Anh) khi lặn, lườn tàu có chiều dài 97,5 m (319 ft 11 in), mạn tàu rộng 9,22 m (30 ft 3 in) và mớn nước sâu 4,94 m (16 ft 2 in). Con tàu có thể lặn sâu 80 m (262 ft) và có một thủy thủ đoàn đầy đủ bao gồm 68 sĩ quan và thủy thủ.
Chiếc tàu ngầm trang bị hai động cơ diesel MAN 10-xy lanh bốn thì công suất 6.000 mã lực phanh (4.474 kW), mỗi chiếc vận hành một trục chân vịt. Khi lặn, mỗi trục được vận hành bởi một động cơ điện 1.300 mã lực (969 kW). Con tàu có thể đạt tốc độ tối đa 18 hải lý trên giờ (33 km/h; 21 mph) khi nổi và 8 hải lý trên giờ (15 km/h; 9,2 mph) khi lặn. Khi Junsen 1 di chuyển trên mặt nước nó đạt tầm xa hoạt động 24.400 hải lý (45.200 km; 28.100 mi) ở tốc độ 10 hải lý trên giờ (19 km/h; 12 mph), và có thể lặn xa 60 nmi (110 km; 69 mi) ở tốc độ 3 hải lý trên giờ (5,6 km/h; 3,5 mph).
Lớp Junsen I có sáu ống phóng ngư lôi 53,3 cm (21,0 in), gồm bốn ống bố trí trước mũi và hai ống phía đuôi, và mang theo tổng cộng 20 quả ngư lôi Kiểu 95. Vũ khí trên boong tàu bao gồm hai khẩu hải pháo 14 cm (5,5 in), được bố trí phía trước và phía sau cầu tàu.

### Chế tạo
I-2 được đặt lườn như là chiếc Tàu ngầm tuần dương số 75 tại xưởng tàu của hãng Kawasaki tại Kobe vào ngày 6 tháng 8, 1923. Đang khi chế tạo, nó được đổi tên thành I-2 vào ngày 1 tháng 11, 1924 và được hạ thủy vào ngày 23 tháng 2, 1925. Con tàu hoàn tất và nhập biên chế vào ngày 24 tháng 7, 1926.

## Lịch sử hoạt động

### 1926 - 1936
Vào lúc nhập biên chế, I-2 được điều về Quân khu Hải quân Yokosuka,  và nó di chuyển từ Kobe đến Yokosuka vào cuối tháng 7, 1926. Nó cùng tàu chị em I-1 được phân về Đội tàu ngầm 7 thuộc Hải đội Tàu ngầm 2 trực thuộc Đệ Nhị hạm đội, trong thành phần Hạm đội Liên hợp vào ngày 1 tháng 8, 1926. Đội khu trục 7 lại được điều về Đội phòng vệ Yokosuka trực thuộc Quân khu Hải quân Yokosuka vào ngày 1 tháng 7, 1927, và đến ngày 15 tháng 9, Đội khu trục 7 lại được điều động sang Hải đội Tàu ngầm 2 trực thuộc Đệ Nhị hạm đội. Vào ngày 5 tháng 11, 1929, nó được cho xuất biên chế và đưa về thành phần dự bị, và đến ngày 30 tháng 11, Đội tàu ngầm 7 được điều về Đội phòng vệ Yokosuka trực thuộc Quân khu Hải quân Yokosuka.
Vào ngày 1 tháng 8, 1930, Đội tàu ngầm 7 được phối thuộc trở lại cùng Hải đội Tàu ngầm 1 trực thuộc Đệ Nhất hạm đội, thuộc thành phần Hạm đội Liên hợp. Đang khi trong thành phần dự bị, I-2 được hiện đại hóa, thay thế động cơ diesel do Đức chế tạo và toàn bộ dàn ắc-quy bằng sản phẩm nội địa. Sau khi hoàn tất việc nâng cấp, con tàu được tái biên chế vào ngày 15 tháng 11, 1930, và gia nhập trở lại Đội tàu ngầm 7. Đến ngày 1 tháng 10, 1931, đơn vị này lại được điều động sang Đội phòng vệ Yokosuka trực thuộc Quân khu Hải quân Yokosuka, nhưng quay trở lại Hải đội Tàu ngầm 1 trực thuộc Đệ Nhất hạm đội vào ngày 1 tháng 12, 1931. Một lượt điều động thứ ba sang Đội phòng vệ Yokosuka trực thuộc Quân khu Hải quân Yokosuka lại diễn ra từ ngày 1 tháng 10, 1932 đến ngày 15 tháng 11, 1933.
Vào ngày 29 tháng 3, 1935, I-2 khởi hành từ Sasebo, để cùng các đồng đội thuộc Hải đội Tàu ngầm 1, bao gồm I-1 và I-3 thuộc Đội tàu ngầm 7 cùng I-4, I-5 và I-6 thuộc Đội tàu ngầm 8, thực hiện một chuyến đi huấn luyện tại vùng biển Trung Quốc. Chúng kết thúc chuyến đi huấn luyện khi về đến Sasebo vào ngày 4 tháng 4, 1935. Đến ngày 1 tháng 10, 1935, I-2 lại được cho xuất biên chế và đưa về thành phần dự bị để tái cấu trúc, rồi sang ngày 15 tháng 11, 1935, Đội tàu ngầm 7 được điều về Hải đội Phòng vệ Yokosuka trực thuộc Quân khu Hải quân Yokosuka,
Trong đợt nâng cấp thứ hai này, hệ thống sonar của I-2 do Hoa Kỳ chế tạo được thay thế bằng kiểu sản xuất trong nước, và tháp chỉ huy có hình dáng suôn thẳng hơn. Đội tàu ngầm 7 được điều động quay trở lại Hải đội Tàu ngầm 1 trực thuộc Đệ Nhất hạm đội vào ngày 20 tháng 1, 1936, và I-2 sau khi hoàn thành việc hiện đại hóa được tái biên chế và gia nhập trở lại đơn vị này vào ngày 1 tháng 12, 1936. Vào ngày 27 tháng 3, 1937, I-2 rời Sasebo để cùng các chiếc I-1, I-3, I-4, I-5 và I-6 hoạt động huấn luyện tại khu vực Thanh Đảo, Trung Quốc. Chúng kết thúc đợt huấn luyện khi về đến vịnh Ariake vào ngày 6 tháng 4, 1937.

### Chiến tranh Trung-Nhật
Chiến tranh Trung-Nhật bùng nổ sau khi xảy ra sự kiện Lư Câu Kiều (cầu Marco Polo) vào ngày 7 tháng 7, 1937. Đến tháng 9, 1937, Hải đội Tàu ngầm 1 được điều sang Đệ Tam hạm đội và phối thuộc cùng Hạm đội khu vực Trung Quốc để hoạt động tại vùng biển Trung Quốc. Hải đội, bao gồm các tàu I-1, I-2, I-3, I-4, I-5 và I-6, đã được phái đến căn cứ tại Hong Kong cùng với các tàu tiếp liệu tàu ngầm Chōgei và Taigei vào tháng 9, 1937. Từ căn cứ này, các tàu ngầm tham gia phong tỏa Trung Quốc và tuần tra dọc bờ biển phía Đông và phía Nam Trung Quốc.
Từ ngày 20 hoặc 21 tháng 8 đến ngày 23 tháng 8, 1937, cả sáu chiếc tàu ngầm thuộc Hải đội Tàu ngầm 1 đã hoạt động trong biển Hoa Đông như lực lượng bảo vệ từ xa cho các thiết giáp hạm Nagato, Mutsu, Haruna và Kirishima cùng tàu tuần dương hạng nhẹ Isuzu làm nhiệm vụ vận chuyển binh lính từ Tadotsu, Shikoku đến Thượng Hải, Trung Quốc. Hải đội Tàu ngầm 1 đặt căn cứ tại Hong Kong cho đến mùa Thu năm 1938. Trong một nỗ lực nhằm giảm căng thẳng trong quan hệ quốc tế do cuộc xung đột với Trung Quốc, Nhật Bản cho rút lực lượng tàu ngầm của họ khỏi vùng biển Trung Quốc từ tháng 12, 1938.

### 1938 – 1941
Vào ngày 15 tháng 12, 1938, Đội tàu ngầm 7 được điều về Trường tàu ngầm tại Kure, Hiroshima, rồi được đưa về Thành phần Dự bị 3 tại Quân khu Hải quân Yokosuka từ ngày 15 tháng 11, 1939. Trong giai đoạn này, I-2 được tái trang bị từ ngày 20 tháng 11 với những cải tiến ở ống phóng ngư lôi và ăn-ten vô tuyến, đồng thời trang bị một bộ thu vô tuyến tần số rất thấp (VLF). Đội tàu ngầm 7 quay trở lại phục vụ vào ngày 15 tháng 11, 1940, khi đơn vị này được phối thuộc cùng Hải đội Tàu ngầm 2 trực thuộc Đệ Lục hạm đội, trong thành phần Hạm đội Liên hợp. Sau khi hoàn tất việc tái trang bị, I-2 nhập biên chế trở lại vào ngày 31 tháng 7, 1941 và tiếp tục phục vụ cùng Đội tàu ngầm 7.
Vào ngày 10 tháng 11, bên trên soái hạm Katori, Phó đô đốc Shimizu Mitsumi, Tư lệnh Đệ Lục hạm đội, công bố Kế hoạch Z, là kế hoạch tấn công căn cứ Trân Châu Cảng của Hải quân Hoa Kỳ, mở màn cho cuộc xung đột tại Thái Bình Dương. Khi lực lượng Hải quân Nhật Bản bắt đầu được huy động cho chiến dịch, I-2 cùng với phần còn lại của Hải đội Tàu ngầm 2 đã xuất phát từ Yokosuka vào ngày 16 tháng 11 để hướng sang khu vực quần đảo Hawaii. Đến ngày 1 tháng 12, nó ở vị trí cách Oahu 300 nmi (560 km). Sang ngày 2 tháng 12, nó nhận được thông điệp từ Hạm đội Liên hợp: "Leo núi Niitaka 1208" (tiếng Nhật: Niitakayama nobore 1208), là mật lệnh cho biết chiến sự với Khối Đồng Minh sẽ bắt đầu vào ngày 8 tháng 12 (theo giờ Nhật Bản, tức ngày 7 tháng 12 tại Hawaii bên kia đường đổi ngày).

#### Chuyến tuần tra thứ nhất - Trận Trân Châu Cảng
Vào ngày 7 tháng 12, I-2 đi đến khu vực tuần tra được chỉ định tại eo biển Kauai, giữa các đảo Kauai và Oahu. Nó được lệnh tấn công mọi tàu bè xuất phát từ Trân Châu Cảng trong và sau cuộc tấn công, vốn được lên kế hoạch vào sáng ngày hôm đó. Đến ngày 27 tháng 12, Tư lệnh Hải đội Tàu ngầm 2 bên trên soái hạm I-7 ra lệnh cho I-2 bắn phá cảng Kahului trên đảo Maui vào ngày 30 tháng 12. Nó đi đến ngoài khơi Kahului vào ngày 30 tháng 12, tiến hành trinh sát mục tiêu qua kính tiềm vọng, phát hiện một tàu buôn nhỏ neo đậu tại bến tàu. Nó trồi lên mặt nước khi trời tối và bắn mười phát đạn pháo 140 milimét (5,5 in) từ khẩu hải pháo 14 cm/40 Kiểu năm thứ 11 nhắm vào chiếc tàu buôn, nhưng đều trượt khỏi mục tiêu.

### 1942
Đến ngày 9 tháng 1, I-2 được lệnh rời khu vực tuần tra để truy tìm tàu sân bay Hoa Kỳ USS Lexington, vốn bị tàu ngầm I-18 phát hiện ở vị trí 270 nmi (500 km) về phía Đông Bắc đảo Johnston, tuy nhiên I-2 đã không tìm thấy mục tiêu. Nó cùng I-1 và I-3 về đến Kwajalein vào ngày 22 tháng 1, rồi cả ba cùng lên đường hai ngày sau đó để quay trở về Yokosuka, đến nơi vào ngày 1 tháng 2.

#### Chuyến tuần tra thứ hai
Đang khi I-2 ở lại Yokosuka, Hải đội Tàu ngầm 2 được điều động tham gia Chiến dịch Đông Ấn thuộc Hà Lan trong thành phần Lực lượng Khu vực Đông Nam vào ngày 8 tháng 2. I-2 khởi hành từ Yokosuka vào ngày 12 tháng 2 để hướng sang Palau, đến nơi vào ngày 16 tháng 2. Sau khi được tiếp nhiên liệu từ tàu tiếp dầu Fujisan Maru, nó cùng I-1 và I-3 tiếp tục hành trình đi sang Đông Ấn thuộc Hà Lan vào ngày hôm sau. Sau chặng dừng tại vịnh Staring về phía Đông Nam Kendari, Celebes (nay là Sulawesi) vào ngày 22 tháng 2, nó xuất phát lúc chiều tối ngày hôm đó cho chuyến tuần tra thứ hai trong chiến tranh tại Ấn Độ Dương dọc bờ biển Tây Nam Australia.
Trong Ấn Độ Dương tại vị trí về phía Nam Bali, lúc 20 giờ 03 phút (giờ GMT) ngày 1 tháng 3, I-2 tấn công hai tàu buôn Đồng Minh, đánh chìm được tàu buôn Hà Lan Parigi (1.172 tấn) tại vị trí về phía Tây Fremantle, Australia. Lúc 00 giờ 58 ngày 2 tháng 3, nó lại tấn công chiếc tàu buôn Hà Lan Generaal Verspijck, nhưng không thành công.
Đến ngày 11 tháng 3, trong Ấn Độ Dương về phía Tây Sumatra, ở vị trí 60 nmi (110 km) về phía Nam Padang, I-2 phát hiện tàu chở hàng Anh Chilka (4.360 tấn) đang trong hành trình từ Calcutta, Ấn Độ đến Padang, Sumatra. I-2 trồi lên mặt nước bên mạn trái chiếc tàu buôn và tấn công bằng hải pháo. Chilka tìm cách bắn trả, nhưng bị áp đảo và bị bắn trúng 14 phát trong vòng 25 phút khiến ba sĩ quan và bốn thủy thủ thiệt mạng. Sau khi khẩu pháo duy nhất của Chilka bị bắn hỏng, nó đầu hàng. I-2 ngừng bắn, để cho thủy thủ đoàn của Chilka rời tàu trước khi đánh chìm mục tiêu tại tọa độ 00°30′N 095°50′Đ / 0,5°N 95,833°Đ. I-2 kết thúc chuyến tuần tra và đi đến cảng Penang tại Malaya bị chiếm đóng vào ngày 14 tháng 3.

#### Không kích Ấn Độ Dương
Vào ngày 15 tháng 3, Bộ chỉ huy Hạm đội Liên hợp ra lệnh cho Hải đội Tàu ngầm 2, ngoại trừ chiếc I-1, hoạt động trinh sát dọc bờ biển Ceylon (nay là Sri Lanka) và phía Tây Ấn Độ, nhằm chuẩn bị cho Chiến dích C, cuộc đột kích Ấn Độ Dương do các tàu sân bay thuộc Lực lượng Cơ động của Hạm đội Liên hợp thực hiện. Vì vậy I-2 rời Penang lúc 12 giờ 00 ngày 22 tháng 3 để trinh sát cảng Trincomalee, Ceylon. Nó đi đến ngoài khơi Ceylon vào ngày 31 tháng 3, đi đến vị trí 10 nmi (19 km) ngoài khơi vịnh Trincomalee lúc 08 giờ 00 ngày 2 tháng 4, nhưng không thể xâm nhập gần hơn vì tàu tuần tra đối phương hoạt động tích cực, và không phát hiện tàu bè trong cảng. I-2 gửi báo cáo trinh sát thời tiết đầu tiên vào ngày 3 tháng 4, và một báo cáo tổng hợp vào ngày 4 tháng 4, nhận xét không thấy máy bay đối phương hoạt động. Đến ngày hôm sau, máy bay từ tàu sân bay thuộc Lực lượng Cơ động đã tiến hành không kích Colombo, thủ phủ của Ceylon. Vào ngày 7 tháng 4, I-2 đánh chìm một tàu buôn không rõ nhận dạng tại tọa độ 00°48′B 082°18′Đ / 0,8°B 82,3°Đ, rồi gửi thêm một báo cáo trinh sát thời tiết vào ngày 9 tháng 4. Trong ngày hôm đó Lực lượng Cơ động đã ném bom xuống Trincomalee.
Sau đó I-2 được điều động về Lực lượng Tiền Phương, nên nó rời khu vực tuần tra vào ngày 10 tháng 4, và về đến Singapore vào ngày 15 tháng 4. Nó rời Singapore vào ngày 21 tháng 4 để quay trở về Nhật Bản, về đến Yokosuka vào ngày 1 tháng 5, nơi nó được đại tu. Con tàu còn được tái trang bị, nâng cấp súng máy 7,7-mm lên cỡ nòng 13,2-mm, cũng như thay thế máy đo tầm xa Zeiss 3 mét (10 ft) bằng phiên bản nội địa.

#### Chuyến tuần tra thứ ba - Chiến dịch quần đảo Aleut
Chiến dịch quần đảo Aleut bắt đầu vào ngày 3 tháng 6 với cuộc không kích của Nhật Bản xuống Dutch Harbor, Alaska, và tiếp nối bởi việc chiếm đóng các đảo Attu vào ngày 5 tháng 6 và Kiska vào ngày 7 tháng 6 mà không bị kháng cự. Đến ngày 10 tháng 6, các tàu ngầm I-1, I-2, I-3, I-4, I-5, I-6 và I-7 được điều động sang Lực lượng phía Bắc để hoạt động tại vùng biển quần đảo Aleut. Sang ngày hôm sau, cùng với I-1, I-3, I-4 và I-7, I-2 lên đường cho chuyến tuần tra thứ tư tại khu vực Bắc Thái Bình Dương. Đến ngày 20 tháng 6, I-1, I-2 và I-3 tham gia tuyến tuần tra K giữa 48°B 178°T / 48°B 178°T và 50°B 178°T / 50°B 178°T. Được tiếp nhiên liệu từ tàu tiếp dầu Teiyō Maru vào ngày 24 tháng 6, nó tiếp tục có mặt tại tuyến tuần tra cho đến ngày 3 tháng 7. Vào ngày 17 tháng 7, ở vị trí phía Nam Dutch Harbor, nó tấn công một tàu buôn Liên Xô không rõ nhận dạng, nhưng bị một thủy phi cơ tuần tra PBY Catalina can thiệp ngăn chặn. Đến ngày 20 tháng 7, I-2 được điều động trở lại Lực lượng Tiền Phương, nên đã lên đường quay trở về Nhật Bản, về đến Yokosuka vào ngày 1 tháng 8.

#### Chiến dịch Guadalcanal
Trong khi I-2 được sửa chữa tại Yokosuka, Chiến dịch Guadalcanal bắt đầu vào ngày 7 tháng 8, khi lực lượng Thủy quân Lục chiến Hoa Kỳ đổ bộ lên Guadalcanal, Tulagi, đảo Florida, Gavutu và Tanambogo ở phía Đông Nam quần đảo Solomon. Được phân công hoạt động tại khu vực này, I-2 rời Yokosuka vào ngày 8 tháng 9, cùng với I-1, I-3, I-4 và I-5 ghé đến căn cứ Truk tại quần đảo Caroline từ ngày 15 đến ngày 17 tháng 9, rồi tiếp tục đi đến quần đảo Shortland. Lúc đang trên đường đi, nó cùng I-1 và I-3 được điều sang Lực lượng phía Nam trực thuộc Đệ Bát hạm đội vào ngày 24 tháng 9. Đi đến Shortland vào ngày 26 tháng 9, I-2 và I-3 lên đường lúc 03 giờ 30 phút ngày hôm sau cho một chuyến đi tiếp liệu đến Guadalcanal, mỗi chiếc kéo theo một xuồng đổ bộ lớp Daihatsu chất đầy pháo 75-mm, súng cối và đạn dược. Đến ngày 5 tháng 10, I-2 lại khởi hành từ Shortland cho một chuyến đi tiếp liệu đến Guadalcanal, nhưng trên đường đi đã phải chuyển hướng đến đảo Bycee thuộc quần đảo Russell, nơi nó thả chiếc xuồng Daihatsu vào ngày 6 tháng 10. I-2 tiếp tục có chuyến đi tiếp liệu thứ ba đến Guadalcanal vào ngày 7 tháng 10, và chuyến thứ tư vào ngày 9 tháng 10.
Vào ngày 10 tháng 10, I-2 được điều động trở lại Lực lượng Tiền Phương. Lúc hoàng hôn ngày hôm sau, nó đi đến ngoài khơi vịnh Kamimbo, tại bờ biển Tây Bắc Guadalcanal, và cho chất dỡ hàng hóa trước khi tuần tra về phía Tây Guadalcanal. Đang hoạt động trong eo biển Savo sau trận chiến mũi Esperance vào ngày 12 tháng 10, nó phát hiện một tàu tuần dương đối phương lúc 21 giờ 00, có thể là tàu khu trục Hoa Kỳ USS McCalla đang cứu vớt những người sống sót sau trận chiến. Tuy nhiên I-2 đã không thể đi đến vị trí thuận tiện để tấn công. Nó quay trở về Truk vào ngày 3 tháng 11.
Vào ngày 15 tháng 11, I-2 được điều về Đơn vị Tuần tra "B" với nhiệm vụ tiếp tế cho Tập đoàn quân 17 đang cầm cự tại Guadalcanal. Đến ngày 19 tháng 11, nó khởi hành từ Truk để đi sang căn cứ Rabaul trên đảo New Britain thuộc quần đảo Bismarck. Tại đây nó tiếp nhận một xuồng Daihatsu rồi tiếp tục hành trình đi sang Shortland vào ngày 24 tháng 11, đến nơi vào ngày hôm sau.I-2 kéo theo xuồng Daihatsu khởi hành vào ngày 27 tháng 11 cho chuyến đi tiếp liệu sang Guadalcanal, đi đến vịnh Kamimbo vào ngày 29 tháng 11. Nó thả xuồng Daihatsu để chất dỡ tiếp liệu, nhưng phải đánh đắm xuồng do đã hỏng động cơ, rồi quay trở về Shortland vào ngày  2 tháng 12. I-2 lại đón lên tàu 17 hành khách và 20 tấn lương thực và đạn dược trước khi lên đường vào ngày 3 tháng 12, đi đến vịnh Kamimbo vào chiều tối ngày 5 tháng 12. Nó đón lên tàu thương binh và bệnh binh rồi khởi hành ngay lúc 23 giờ 00 đêm hôm đó, về đến Shortland vào ngày 7 tháng 12. Nó lại khởi hành vào ngày 9 tháng 12 cho một chuyến đi khác sang Guadalcanal, nhưng được lệnh tạm dừng việc tiếp liệu vào ngày 11 tháng 12, sau sự kiện tàu chị em I-3 bị mất trong chuyến đi tiếp liệu ngoài khơi vịnh Kamimbo vào ngày 9 tháng 12. Sau khi về đến Shortland vào ngày 13 tháng 12, I-2 tạm thời được đặt làm soái hạm của Đội tàu ngầm 7.
Sau khi đón Tư lệnh Đội tàu ngầm 7 lên tàu, I-2 rời Shortland vào ngày 14 tháng 12 để quay về Truk. Lúc 13 giờ 21 phút ngày hôm đó, từ khoảng cách 3.000 yd (2.700 m), tàu ngầm Hoa Kỳ USS Wahoo bắt gặp I-2 đang đi trên mặt nước trong bối cảnh tầm nhìn kém và nhiều cơn mưa giông tại tọa độ 06°30′N 156°09′Đ / 6,5°N 156,15°Đ. Đến 13 giờ 28 phút, Wahoo phóng ba quả ngư lôi tấn công từ khoảng cách 800 yd (730 m), nghe thấy tiếng nổ nên tự nhận đã đánh chìm được đối thủ. Tuy nhiên I-2 không bị hư hại gì vì hai quả ngư lôi đã kích nổ sớm, và quả thứ ba kích nổ sau khi I-2 đã lặn khẩn cấp để ẩn nấp, cho rằng mình bị máy bay đối phương tấn công.

### 1943
Sau một tháng ở lại Truk, I-2 lại lên đường vào ngày 16 tháng 1, 1943. Nó có chặng dừng tại Rabaul từ ngày 16 đến ngày 20 tháng 1, nơi nó nhận lên tàu một xuồng Daihatsu trước khi lên đường hướng sang Guadalcanal cho chuyến đi tiếp liệu thứ tám. Đi đến ngoài khơi vịnh Kamimbo vào ngày 26 tháng 1, nó phát hiện khu vực này bị máy bay và tàu tuần tra đối phương giám sát, nên phải trì hoãn việc chất dỡ hàng tiếp liệu sang ngày hôm sau. I-2 trồi lên mặt nước sau hoàng hôn ngày 27 tháng 1, nhưng chỉ chất dỡ được 15 tấn hàng tiếp liệu trước khi bị hai xuồng tuần tra phóng lôi PT-boat phát hiện. Chiếc tàu ngầm buộc phải lặn xuống né tránh rồi quay trở về Rabaul, đến nơi vào ngày 31 tháng 1. Trước đó trên đường đi vào ngày 29 tháng 1, nó được phân về Đơn vị Tuần tra "B". Từ ngày 31 tháng 1, Chiến dịch Ke được tiến hành nhằm triệt thoái toàn bộ lực lượng còn lại khỏi Guadalcanal. Khi việc rút 11.700 binh lính hoàn tất vào ngày 9 tháng 2, Chiến dịch Guadalcanal cam go chính thức kết thúc.
Được phân về Đơn vị Tuần tra "A" vào ngày 7 tháng 2, I-2 khởi hành từ Rabaul hai ngày sau đó, có chặng dừng ngắn tại Shortland vào ngày 11 tháng 2, trước khi tiếp tục hành trình ngay hôm đó. Với sĩ quan ngư lôi của I-1 trên tàu, nó có nhiệm vụ tìm kiếm và phá hủy xác tàu đắm của I-1, vốn đã bị mắc cạn và đắm trong vịnh Kamimbo vào ngày 29 tháng 1 sau cuộc đụng độ với hai tàu corvette quét mìn Hải quân Hoàng gia New Zealand. Sau hoàng hôn ngày 13 tháng 2, I-2 đi đến nơi và xâm nhập vào vịnh Kamimbo cách bờ biển chỉ có 1.100 yd (1.000 m), nhưng nó đã không tìm thấy xác tàu của I-1. Đến ngày 15 tháng 2, I-2 tìm cách xâm nhập một lần nữa, đi đến vị trí cách bờ biển 1,4 nmi (2.600 m), nhưng bị các PT-boat phát hiện và thả mìn sâu tấn công. Sau khi một máy bay đối phương tấn công I-2 lúc 11 giờ 20 phút, nó từ bỏ nỗ lực và rút lui về quần đảo Shortland, đến nơi vào ngày 18 tháng 2. Chiếc tàu ngầm khởi hành cùng ngày hôm đó, ghé đến Truk từ ngày 23 đến ngày 26 tháng 2 trước khi tiếp tục hành trình quay trở về Nhật Bản, đi đến Yokosuka vào ngày 5 tháng 3, nơi nó được sửa chữa.

#### Chiến dịch quần đảo Aleut
Vào ngày 1 tháng 4, Đội tàu ngầm 7 được điều sang hoạt động cùng Đệ Ngũ hạm đội để phục vụ tại khu vực quần đảo Aleut. Từ ngày 11 tháng 5, lực lượng Đồng Minh bắt đầu phản công tại khu vực Bắc Thái Bình Dương, khi Lực lượng Đặc nhiệm 16 dưới quyền Chuẩn đô đốc Thomas C. Kinkaid cho đổ bộ các sư đoàn 4 và 7 nhằm tái chiếm đảo Attu thuộc quần đảo Aleut. Đứng trước nguy cơ thất bại toàn diện, vào ngày 21 tháng 5, Đại bản doanh Nhật Bản quyết định triệt thoái toàn bộ lực lượng còn lại khỏi đảo Kiska lân cận. Công việc được tiến hành từ ngày 26 tháng 5, khi binh lính Nhật Bản được tàu ngầm di tản vể đảo Paramushiro thuộc quần đảo Kuril.
Sau khi công việc sửa chữa hoàn tất, I-2 khởi hành từ Yokosuka vào ngày 22 tháng 5 để đi sang Paramushiro, đến nơi vào ngày 27 tháng 5. Nó lên đường ba ngày sau đó, vận chuyển 250 thùng đạn dược, và sau khi đi đến Kiska lúc 22 giờ 20 ngày 3 tháng 6, nó chất dỡ số hàng hóa và đón lên tàu 18 thủy thủ cùng 24 người khác, rồi khởi hành lúc 00 giờ 55 phút ngày 4 tháng 6 cho chuyến quay trở về Paramushiro, đến nơi vào ngày 8 tháng 6. Nó lại lên đường vào ngày 11 tháng 6, vận chuyển đạn pháo phòng không, thư tín cùng sáu tấn thực phẩm đến Kiska. Đến ngày 16 tháng 6, lúc đang đi trên mặt nước với tốc độ 12 kn (22 km/h) trong bối cảnh sương mù dày đặc, I-2 suýt bị mắc cạn tại đảo Buldir; rồi sang ngày 17 tháng 6, một tàu đối phương trang bị radar đã phát hiện chiếc tàu ngầm nên nả pháo tấn công, một phát đạn pháo bắn trúng khoang chứa bên mạn trái, nhưng may mắn quả đạn pháo bị tịt ngòi. I-2 phải lặn khẩn cấp để né tránh, và thoát đi được sau khi bị truy đuổi suốt bảy giờ, và kiểm soát được một vụ rò rỉ nước vào phòng động cơ. Nó đi đến Kiska lúc 20 giờ 05 phút ngày 17 tháng 6, chất dỡ hàng tiếp liệu và đón lên tàu 31 thủy thủ cùng chín hành khách khác trước khi lên đường lúc 20 giờ 45 phút. Nó về đến Paramushiro vào ngày 22 tháng 6.
Đến ngày 29 tháng 6, I-2 cùng các tàu ngầm Ro-104 và Ro-105 khởi hành từ Paramushiro để làm nhiệm vụ trinh sát thời tiết khu vực 5–10 nmi (9,3–18,5 km) phía Bắc đảo Adak, hỗ trợ cho hoạt động triệt thoái khỏi Kiska. Đang khi tiến vào eo biển Amchitka, I-2 bị một hạm tàu nổi Đồng Minh phát hiện lúc 03 giờ 45 phút, và bị truy đuổi trong suốt 18 giờ tiếp theo, chịu đựng hai lượt tấn công bằng mìn sâu. Nó cuối cùng cũng đi đến khu vực tuần tra vào ngày 10 tháng 7, nơi nó gửi báo cáo thời tiết đầu tiên. Ba ngày sau đó, đang khi đi trên mặt nước để nạp điện ắc-quy vào lúc chiều tối, nó bị một máy bay tấn công, nhưng đã lặn xuống kịp thời và không bị hư hại. Khi nhiệm vụ trinh sát thời tiết hoàn thành vào ngày 15 tháng 7, I-2 rời khu vực Adak để hoạt động tuần tra.
Được thông báo Đội đặc nhiệm 16.21 Hải quân Hoa Kỳ tiến hành bắn phá Kiska vào ngày 22 tháng 7, I-2 tìm cách đánh chặn đối phương; nó nghe thấy tiếng chân vịt của nhiều tàu chiến, nhưng sương mù dày đặc khiến chiếc tàu ngầm không nhìn thấy đối thủ. Nó đi đến vùng biển phía Đông Bắc Amchitka vào ngày 24 tháng 7, rồi sang ngày hôm sau đã tham gia cùng tàu ngầm I-23 tại tuyến tuần tra "D". Phía Nhật Bản hoàn tất việc triệt thoái lực lượng khỏi Kiska vào ngày 28 tháng 7, và đến 20 giờ 25 ngày hôm đó I-2 được lệnh bắn phá sân bay gần Constantine Harbor trên đảo Amchitka; tuy nhiên nó không tìm thấy mục tiêu vì sương mù dày đặc. Sang ngày hôm sau 29 tháng 7, chiếc tàu ngầm được lệnh rút lui về Paramushiro, đến nơi vào ngày 4 tháng 8. Nó lên đường hai ngày sau đó để quay trở về Nhật Bản, đi đến Yokosuka vào ngày 11 tháng 8.
Đang khi được sửa chữa tại Yokosuka, I-2 mắc tai nạn va chạm với đê chắn sóng trong vịnh Yokosuka vào ngày 10 tháng 9, nhưng chỉ bị hư hại nhẹ. Sau khi hoàn tất việc sửa chữa, nó rời Yokosuka vào ngày 9 tháng 10, ghé qua Paramushiro trong các ngày 14 và 15 tháng 10, trước khi hoạt động tuần tra tại khu vực phía Tây quần đảo Aleut. Đến ngày 14 tháng 11, nó trở thành tàu ngầm Nhật Bản đầu tiên sử dụng ngư lôi Type 92 với ngòi nổ cảm ứng từ đầu tiên trong tác chiến, khi tự nhận đã đánh chìm một tàu vận tải Đồng Minh không rõ nhận dạng trong eo biển Amchitka. Sau khi quay trở về Yokosuka vào ngày 1 tháng 12, chiếc tàu ngầm được sửa chữa, và có thể đã được bổ sung một thiết bị dò radar.

### 1944

#### Chiến dịch New Guinea
Vào ngày 1 tháng 2, 1944, Đội tàu ngầm 7 được điều động trực thuộc Đệ Lục hạm đội, và được giao nhiệm vụ hỗ trợ tiếp liệu cho lực lượng Nhật Bản đang tác chiến tại New Guinea cùng các quần đảo lân cận, trong khuôn khổ Chiến dịch New Guinea. I-2 khởi hành từ Yokosuka vào ngày 10 tháng 3 để đi sang căn cứ Truk, đến nơi vào ngày 19 tháng 3. Nó lên đường vào ngày 26 tháng 3 để đi sang đảo New Britain, đi đến vịnh Kimbe vào ngày 2 tháng 4, và bắt đầu chất dỡ hàng hóa trước khi lên đường ngay trong ngày hôm đó. Đi đến Rabaul vào ngày 4 tháng 4, nó lại lên đường ngay trong ngày hôm đó để quay trở lại Truk, dự định sẽ đến nơi vào ngày 11 tháng 4.

#### Bị mất
I-2 đang đi ngầm trong biển Bismarck trên đường quay trở về Truk, tại vị trí 50 nmi (93 km) về phía Tây Bắc đảo New Hanover, khi nó bị tàu khu trục Hoa Kỳ USS Saufley phát hiện qua sonar lúc 06 giờ 30 phút ngày 7 tháng 4. Saufley tấn công lúc 06 giờ 45 phút với một loạt chín quả mìn sâu, rồi tiếp nối với loạt chín quả thứ hai lúc 07 giờ 15 phút. Sau loạt mìn sâu thứ hai, chiếc tàu khu trục nghe thấy hai vụ nổ ngầm dưới dươi, và quan sát thấy một mảng dầu loang lớn trồi lên mặt biển lúc 07 giờ 23 phút. I-2 đã bị đánh chìm tại tọa độ 02°17′N 149°14′Đ / 2,283°N 149,233°Đ với tổn thất toàn bộ 111 thành viên thủy thủ đoàn.
Đến ngày 4 tháng 5, 1944, Hải quân Nhật Bản công bố I-2 có thể đã bị mất tại khu vực ngoài khơi đảo New Ireland. Tên nó được cho rút khỏi đăng bạ hải quân vào ngày 10 tháng 6, 1944.